# География Республики Алтай
Республика Алтай расположена на юге Западной Сибири. На северо-западе она граничит с Алтайским краем, на юго-западе — с Казахстаном, на юге — с Китаем и Монголией, на востоке — с Республикой Тыва и Республикой Хакасия, на северо-востоке — с Кемеровской областью. Протяженность территории с севера на юг — 400 км, с запада на восток — 360 км. Протяжённость границы с Китаем здесь составляет всего 40 км.

## Климат
Климат резко континентальный, с коротким жарким летом и длинной морозной зимой.
Среднегодовая температура воздуха в долинах составляет 0…+5 °C (теплее всего в Чемале), что является самой высокой температурой для Сибири. В горах среднегодовая температура воздуха опускается до −6 °C (село Кош-Агач).
Кош-Агачский и Улаганский районы приравнены к районам Крайнего Севера.

## Рельеф
Рельеф республики характеризуется высокими хребтами, разделенными узкими и глубокими речными долинами, редкими широкими межгорными котловинами. Самая высокая гора — Белуха (Кадын-Бажы) — 4506 м, является высочайшей точкой Сибири.

- Белуха
- Вершины Теректинского хребта.
- Уймонская степь. К востоку от д. Чендек
- Вход в Тавдинские пещеры

## Реки и озёра
Гидрографическая сеть насчитывает более 20 тысяч водотоков с общей протяжённостью более 60 тыс. км и около 7 тысяч озёр общей площадью более 600 км². Наиболее крупные реки — Катунь и Бия, которые, сливаясь, образуют реку Обь — крупнейшую реку Сибири. Самое большое озеро — Телецкое (Алтын-Кёль) с площадью водного зеркала 230,8 км² и глубиной 325 метров.
- Катунь, Уймонская степь
- Бия в  верховьях
- Телецкое озеро
- Чулышман